# Heaven Without People
Heaven Without People (àrab: غداء العيد, Ḡadāʾ al-ʿīd, ‘El dinar de la festa’) és el primer llargmetratge escrit i dirigit per Lucien Bourjeily. Es va estrenar a la secció principal de competició dels premis Muhr del 14è Festival Internacional de Cinema de Dubai i va guanyar el premi especial del jurat. Va guanyar el premi Global Vision al Festival de Cinema Cinequest de 2018 i el premi especial del jurat i el premi Ensemble Cast al Festival de Cinema Àrab de París. A més, va competir en molts festivals internacionals de cinema i va ser nominat al premi Jordan Ressler al Festival Internacional de Cinema de Miami de 2018, al premi Critics' Choice Award al Festival de Cinema d'Hamburg de 2018 i al premi a la millor pel·lícula de ficció mundial al LA Film Festival de 2018.

## Argument
Quan una família nombrosa es reuneix per primera vegada en dos anys durant el dinar de Pasqua, les tensions surten a la superfície de maneres sorprenents mentre naveguen per un conflicte imprevist que amenaça de descarrilar la seva reunió: enfrontar-se a les seves pròpies hipocresies polítiques i morals i lentament desenredar els llaços que els uneixen.

## Repartiment
- Samira Sarkis com a Josephine (àlies Joujou)
- Wissam Botrous com a Antoine (el seu marit)
- Nadim Abou Samra com a Serge
- Laeticia Semaan com a Leila
- Farah Shaer com a Rita
- Jenny Gebara com a Noha (germana de Josephine)
- Ghassan Chemali com a Rabih
- Nancy Karam com a Christine
- Jean Paul Hage com Elias
- Hussein Hijazi com a Gaby
- Toni Habib com a Sami (fill de Noha)
- Etafer Aweke com a Zoufan
- Mohamad Abbas com a Nabil (amic de Gaby)
- Ivy Helou com a Yara (filla d'Elias i Christine)

## Premis
| ! Premi/Festival                           | Categoria                          | Guanyador/Nominat    | Resultat  |
| ------------------------------------------ | ---------------------------------- | -------------------- | --------- |
| Festival Internacional de Cinema de Dubai  | Premi Especial del Jurat           | Lucien Bourjeily     | Guanyador |
| Festival Internacional de Cinema de Miami  | Premi de guió Jordan Ressler       | Lucien Bourjeily     | Nominat   |
| Festival Internacional de Cinema RiverRun  | Millor pel·lícula                  | Lucien Bourjeily     | Nominat   |
| Festival de cinema Cinequest               | Premi Visió Global                 | Lucien Bourjeily     | Guanyador |
| Festival de Cinema Independent de Boston   | Millor pel·lícula                  | Lucien Bourjeily     | Nominat   |
| Festival des Cinémas Arabes à Paris        | Premi Especial del Jurat           | Lucien Bourjeily     | Guanyador |
| Festival des Cinémas Arabes à Paris        | Millor repartiment de conjunt      | Premi al repartiment | Guanyador |
| Festival de cinema de Los Angeles          | Ficció mundial - Millor pel·lícula | Lucien Bourjeily     | Nominat   |
| Festival de Cinema d'Hamburg               | Premi de la Crítica                | Lucien Bourjeily     | Nominat   |
| Festival du film arabe de Fameck           | Grand Prix                         | Lucien Bourjeily     | Guanyador |
| Washington DC FilmFest                     | Premi del jurat Arabian Sights     | Lucien Bourjeily     | Guanyador |
| XXXIII edició de la Mostra de València     | Palma d’Or                         | Lucien Bourjeily     | Nominat   |
| St. Louis International Film Festival      | Premi del jurat Joe Pollack        | Lucien Bourjeily     | Nominat   |
| Festival Internacional de Cinema del Caire | Premi Salah Abu Seif               | Lucien Bourjeily     | Nominat   |